# Heliconius tristero
Espèce
Heliconius tristero est une espèce de papillons de la famille des Nymphalidae, de la sous-famille des Heliconiinae et du genre Heliconius.

## Systématique
L'espèce Heliconius tristero a été décrite en 1996 par l'entomologiste américain Andrew V. Z. Brower (d),.
Le très faible nombre de spécimens observés et le séquençage de son ADN ont fait émettre l'hypothèse que Heliconius tristero serait un hybride.

## Description
Heliconius tristero ressemble (mimétisme Müllerien) à Heliconius erato dignus et Heliconius melpomene mocoa. C'est un grand papillon aux ailes allongées et arrondies. 
Le dessus est de couleur noire, les ailes antérieures sont barrées d'une large bande de couleur cuivre à violet, allant du bord costal à l'angle interne sans le toucher et les ailes postérieures sont ornées d'une bande jaune clair partant du bord interne vers l'apex.

## Écologie et distribution
Il est présent en Colombie.

## Publication originale
- (en) Andrew V. Z. Brower, « A new mimetic species of Heliconius (Lepidoptera: Nymphalidae), from southeastern Colombia, revealed by cladistic analysis of mitochondrial DNA sequences », Zoological Journal of the Linnean Society, Linnean Society of London et OUP, vol. 116, no 3,‎ mars 1996, p. 317-332 (ISSN 1096-3642 et 0024-4082, OCLC 01799617, DOI 10.1111/J.1096-3642.1996.TB00126.X, lire en ligne).